# Convento de San Sebastián (Morón de la Frontera)
El convento de San Sebastián fue fundado en siglo XVI en Morón de la Frontera, provincia de Sevilla (Andalucía, España). Era de la Orden de los Mínimos de San Francisco de Paula. Tras la desamortización del siglo XIX la iglesia del convento pasó a ser la iglesia parroquial de Nuestra Señora de la Victoria y del Espíritu Santo.

## Historia
Los frailes mínimos tomaron posesión de la ermita de San Sebastián en 1582, siendo patrón de la capilla mayor Antonio Fernández de Auñón. La comunidad fue fundada en 1584 por Pedro Girón, I duque de Osuna y virrey de Nápoles, siendo provincial fray Pedro de Ojeda.
En 1625 el cabildo de Morón de la Frontera nombró a san Francisco de Paula patrón de la villa. Desde entonces asistieron representantes municipales a misa en la iglesia del convento el día de la festividad del santo, el 2 de abril. En 1677 el cabildo obtuvo autorización del arzobispado para que el día del santo fuera festivo en el municipio.
A comienzos del siglo XVII había 30 frailes, a mediados del siglo XVIII había 16, en 1783 había 18 y en 1804 había 6.
En enero de 1810, tras tropas francesas exclaustraron el convento y los usaron para las alojar tropas. Desmontaron el suelo de madera y lo usaron para hacer parapetos en el castillo, que fue usado como cuartel general. El 13 de mayo de 1810 llegó a la villa Francisco Caballero Enríquez, comisionado de Blas de Aranza, intendente general del Reino de Sevilla y comisario regio de José I Bonaparte, con la orden de recoger toda la plata de los conventos exclaustrados. Los franceses fueron expulsados de la villa el 12 de septiembre de 1812. Los frailes regresaron al convento. No obstante, este fue clausurado en mayo de 1821, durante el Trienio Liberal, y los religiosos se trasladaron al convento de Consolación de Utrera. Los frailes regresaron al convento después de 1823, aunque fueron exclaustrados definitivamente en la desamortización de 1835.

## Iglesia de la Victoria

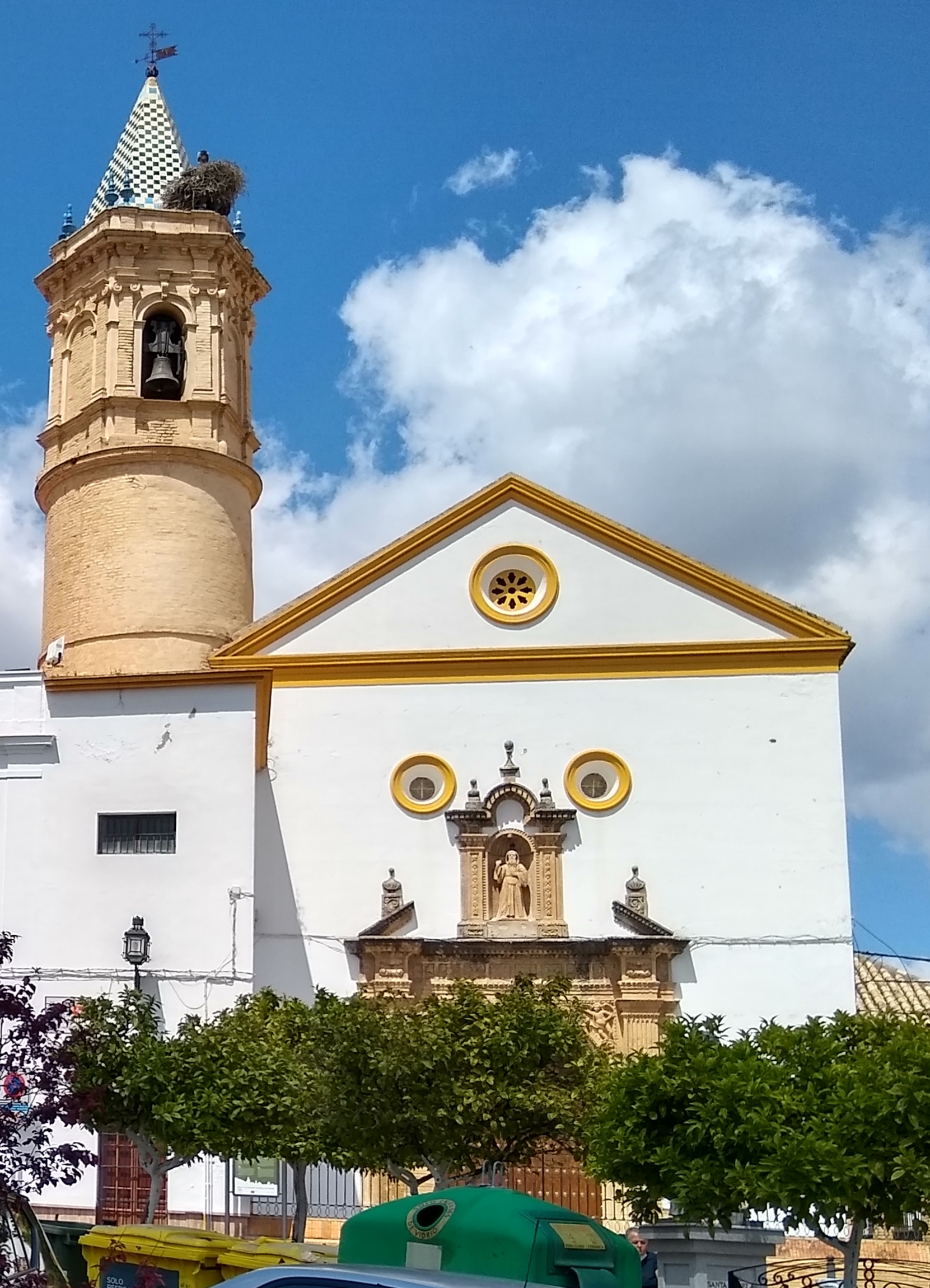
Iglesia de Nuestra Señora de la Victoria y del Espíritu Santo.

La iglesia fue construida entre finales del siglo XVI y principios del siglo XVII. Es de planta rectangular, de una sola nave con cinco tramos con hornacinas en los muros y una capilla mayor. La portada, situada a los pies, fue realizada a finales del siglo XVII. Cuenta con pilastras estriadas toscanas que sostienen un arco de medio punto. En el arco hay decoración vegetal y ángeles con palmas. En el frontispicio hay una hornacina con la estatua de San Francisco de Paula.
La torre se sitúa a los pies del templo. Es cilíndrica. El cuerpo de campanas cuenta con pilastras con capiteles jónicos. El techo es un chapitel piramidal con decoración de azulejos.
El retablo mayor fue realizado a finales del siglo XVII. Consta de banco, un primer cuerpo con tres calles separadas por columnas salomónicas y un ático. En el centro del primer cuerpo tiene, en primer lugar, la imagen de la Virgen de la Victoria y, posteriormente, la de San Francisco de Paula. Las dos imágenes son del siglo XVIII. En el ático del retablo hay un Cristo Crucificado de finales del siglo XVII.
Al comienzo del muro derecho hay una capilla del siglo XVIII de planta cuadrada con una bóveda semiesférica decorada con yeserías. El retablo, del siglo XVII, alberga una imagen de Cristo yacente realizada por Luis de la Peña en 1620 y una escultura de Cristo que formó parte de la Piedad de finales del siglo XVIII. La siguiente capilla, también del siglo XVIII, alberga las siguientes esculturas del siglo XVIII: dos bustos del Ecce Homo, la Virgen en sus misterios dolorosos, Jesús atado a la columna y Santa Ana con la Virgen María.
Al comienzo del muro izquierdo hay una capilla del siglo XVIII de planta cuadrada con una bóveda semiesférica decorada con yeserías. Contiene un retablo con estatuas del siglo XVIII de Santa Catalina, Santa Bárbara y San Miguel.
En la iglesia hay ocho cuadros del siglo XVIII con escenas de la vida de san Francisco de Paula, cuatro en el lado derecho y cuatro en el izquierdo.

## Hermandades
A comienzos del siglo XVII ya tenía su sede en el convento la Hermandad de la Soledad y el Santo Entierro de Cristo. En 1620 Luis de la Peña realizó una escultura de Cristo yacente para esta hermandad. A finales del siglo XVIII Blas Molner realizó la imagen de la Virgen de la Soledad de esta cofradía.
En 1777 una devota solicitó al arzobispado la creación de la Archicofradía del Santo Escapulario del Carmen, lo que contaba con la aprobación de Francisco de la Presentación, general de la Orden del Carmen Descalzo en España. Para ello fue precisa también la aprobación del provincial de la orden, José González. Finalmente, la archicofradía fue fundada y la iglesia de la Victoria conserva la imagen de la Virgen del Carmen, que fue titular de esta corporación.